# Moderato (football)
Moderato, de son nom complet Moderato Wisintainer (né le 14 juillet 1902 - mort le 31 janvier 1986) était un footballeur brésilien qui évoluait au poste d'attaquant.

## Biographie
Né Alegrete, il joue pendant sa carrière, qui a duré de 1920 à 1932, pour 14 de Julho, Cruzeiro, Flamengo et Guarany. Il a remporté deux championnats de Rio de Janeiro. 
Il a joué pour l'équipe nationale du Brésil durant la coupe du monde de football 1930 et a marqué deux buts lors du match contre la Bolivie. 
Il est mort à l'âge de 83 ans à Pelotas, au Brésil.